# Brännäset och Boviken
Brännäset och Boviken är sedan 2015 en av SCB avgränsad och namnsatt tätort i Umeå kommun, belägen vid Norrlandskusten drygt 2 mil söder om Umeå. Tätorten omfattar förutom bebyggelse i Brännäset  även den söder därom i Boviken, Mathällan och Svajet.

## Befolkningsutveckling
| Befolkningsutvecklingen i Brännäset och Boviken 2015–2020                                          | Befolkningsutvecklingen i Brännäset och Boviken 2015–2020 | Befolkningsutvecklingen i Brännäset och Boviken 2015–2020 | Befolkningsutvecklingen i Brännäset och Boviken 2015–2020 | Befolkningsutvecklingen i Brännäset och Boviken 2015–2020 |
| -------------------------------------------------------------------------------------------------- | --------------------------------------------------------- | --------------------------------------------------------- | --------------------------------------------------------- | --------------------------------------------------------- |
| |                                                           |                                                           |                                                           |                                                           |
| År                                                                                                 |                                                           |                                                           | Folkmängd                                                 | Areal (ha)                                                |
| 2015                                                                                               | 2015                                                      |                                                           | 239                                                       | 270                                                       |
| 2020                                                                                               | 2020                                                      |                                                           | 300                                                       | 294                                                       |
| Anm.: Ny tätort 2015, vars norra del innan dess utgjorde småorten Sörmjöle havsbad (västra delen). |                                                           |                                                           |                                                           |                                                           |